# Radovan Mitrović
Radovan Mitrović (Wenen, 25 mei 1992) is een Oostenrijks/Servisch voetballer die als aanvallende middenvelder of aanvaller speelt.
Mitrović begon in de jeugd bij 1. Simmeringer SC voordat sc Heerenveen hem in 2008 een driejarig contract aanbood. Mitrović is hierna voor zowel de B1 (onder 17) als de A1 (onder 19) van de Friese club uitgekomen. In het seizoen 2010/2011 kwam Mitrovic als tweedejaars A-junior al veelvuldig uit voor het beloftenteam van Heerenveen. In de winterstop werd Mitrovic doorgeschoven naar de eerste selectie van FC Emmen waarna hij op 14 februari 2011 zijn debuut in het betaald voetbal maakte in de Jupiler League tegen SC Cambuur. In totaal kwam hij tot 6 optredens na de winterstop terwijl hij in dezelfde periode ook nog meerdere wedstrijden voor de A1 en Jong Heerenveen speelde.
Mitrović trainde in 2011 mee met FC Utrecht tijdens het trainingskamp in Hoenderloo. Hij had meerdere mogelijkheden in het buitenland, maar wilde zijn carrière graag voortzetten in Nederland. Op 29 augustus 2011 tekende hij een tweejarig contract bij FC Utrecht.
Mitrović is tevens jeugdinternational van Oostenrijk onder 20 dat zich heeft gekwalificeerd voor het WK in Colombia. Door zijn tweebenigheid komt Mitrović uit op zowel rechtsbuiten als linksbuiten in het team van bondscoach Andreas Heraf. Mitrović maakte zijn WK-debuut op 1 augustus 2011 tegen Brazilië (3-0).

## Statistieken
| seizoen | club     | land      | competitie     | wed. | goals |
| ------- | -------- | --------- | -------------- | ---- | ----- |
| 2010/11 | FC Emmen | Nederland | Eerste divisie | 6    | 0     |